# Prononciation du danois
Pour plus d'information sur la langue danoise, rapportez-vous à l'article principal.
Ci-dessous se trouve la prononciation du danois, transcrite en symboles de l'Alphabet phonétique international.

## Consonnes
|                | b                | (c)             | d                 | f     | g                      | h               | j   | k     | l         | m   |
| -------------- | ---------------- | --------------- | ----------------- | ----- | ---------------------- | --------------- | --- | ----- | --------- | --- |
| Initiale       | [b̥]/p            | [s], [kʰ] 1)    | [d̥]/t 2)          | [f]   | [g̊]/k                  | [h] 3)          | [j] | [kʰ]  | [l]       | [m] |
| Après voyelles | [b̥]/[p] / [ʊ̯] 4) | [s], [g̊]/[k] 1) | [ð̠ˡ] / [d̥]/[t] 5) | [f]   | [ʊ̯]~[ɪ̯]~- / [g̊]/[k] 6) |                 | [ɪ̯] | [g̊]/k | [l]       | [m] |
|                | n                | p               | (q)               | r     | s                      | t               | v   | (w)   | (x)       | (z) |
| Initiale       | [n]              | [pʰ]            | [kʰ]              | [ʁ] 8 | [s] 7)                 | [tˢ]            | [ʋ] |       | [s]       | [s] |
| Après voyelles | [n], [ŋ] 9)      | [b̥]/p           | [g̊]/k             | [ɐ̯] 8 | [s] 7)                 | [d̥]/t, [ð̠ˡ̩] 10) | [ʊ̯] |       | [g̊s]/[ks] | [s] |

- 1) c = [s] devant e, i, y, æ ou ø, [k] devant a, o, u et une autre consonne. La combinaison ch = [ɕ] dans les mots français, [tɕ] dans les mots anglais.
- 2) d ne se prononce pas après l, n ou r et avant t et s.
- 3) h = n'est pas prononcé avant v ou j.
- 4) b = [w] dans la prononciation quotidienne de quelques mots (e.g. løbe, købe).
- 5) d = [ð̠ˡ] (approximante alvéolaire latéralisée, c'est-à-dire la spirante [ð̠] avec les 2 apertures latérales de l'approximante latérale [l]) dans la plupart des mots.

- 6) g = I. [ʊ̯] après a [ɑ], o [ʌ]/[ɔ], å ou r ;     II. [ɪ̯] ou muet après a [æ], æ, e, ø et l ;     III. muet après i, y, o [o], u.

Les combinaisons eg et øg se prononcent [ɑɪ̯] et [ʌɪ̯] dans les plusieurs cas.
Le double gg (écrit g finalement) se prononce [g̊]/[k]. Dans les mots français, la spirante voisée g = [ʒ] est rendue comme [ɕ].
- 7) La combinaison 'sj = [ɕ].
- 8 r se vocalise après les voyelles (comme c'est le cas dans l'anglais d'Angleterre et, en partie, l'allemand). Dans les mots anglais, on a [ɹ].
- 9) ng, nk = [ŋ], [ŋg̊]/[ŋk]. Dans les mots français, les voyelles nasalisées sont rendues comme voyelles régulières + [ŋ] (e.g. chance = ɕɑŋsə).
- 10) La terminaison -et (du participe passé) se prononce [ð̠ˡ̩], c'est-à-dire [ð̠ˡ] syllabique (dans la partie orientale du pays, on écoute pour cela [-(ə)d̥]/[-(ə)t]).

## Voyelles
|        | a           | e             | i             | o               | u                      | y             | æ             | ø             | å       |
| ------ | ----------- | ------------- | ------------- | --------------- | ---------------------- | ------------- | ------------- | ------------- | ------- |
| Brève  | [a], [ɑ] 1) | [ɛ], [e] 2,6) | [e], [i] 2,6) | [ʌ]/[ɔ], [o] 2) | [o], [u] 2)            | [ø], [y] 2)   | [ɛ] 6)        | [ø], [œ] 3)   | [ʌ]/[ɔ] |
| Longue | [æː]        | [eː] 6)       | [iː]          | [oː]            | [uː]                   | [yː]          | [ɛː] 6)       | [øː]          | [ɔː]    |
|        | ar          | er            | ir            | or              | ur                     | yr            | ær            | ør            | år      |
|        | [ɑː]        | [æɐ̯], [ɛɐ̯] 2) | [iɐ̯]          | [ɒː], [oɐ̯] 2)   | [uɐ̯], [oɐ̯] 2)          | [yɐ̯], [ɶɐ̯] 2) | [æɐ̯], [ɛɐ̯] 2) | [ɶɐ̯], [øɐ̯] 2) | [ɒː]    |
|        | ra          | re            | ri            | ro              | ru                     | ry            | ræ            | rø            | rå      |
| Brève  | [ʁɑ]        | [ʁa], [ʁɑ] 4) | [ʁæ], [ʁi] 2) | [ʁʌ]            | [ʁɔ], [ʁu] > [ʁo] 2,5) | [ʁœ], [ʁy] 2) | [ʁa], [ʁɑ] 4) | [ʁœ], [ʁɶ] 3) | [ʁʌ]    |
| Longue | [ʁɑː]       | [ʁæː]         | [ʁiː]         | [ʁoː]           | [ʁuː] > [ʁoː] 5)       | [ʁyː]         | [ʁæː]         | [ʁœː]         | [ʁɔː]   |

- 1) a = [a] avant t, d, n, l, s et finalement, [ɑ] avant k, g, nk, ng, p, b, m, f, r, j, v.
- 2) La variation entre les variantes ouvertes et les variantes fermées n'est pas déterminée par le contexte phonétique. En partie, le choix est dû à une analogie avec les formes qui ont une voyelle longue (fedt, kørte : fed, køre).
- 3) ø = [œ] ([ɶ]) avant n, [ø] ([œ]) d'ailleurs.
- 4) e, æ = [a] avant k, g, nk, ng, [ɑ] d'ailleurs (dans la langue contemporaine).
- 5) u après r tend vers [o] dans la langue contemporaine, où brug « usage » a une pronocation entre [u] et [o] en comparison le mot bro « pont »  ([jɑ ˈtˢʁo:ð̠ˡ̩ ˈhɑm] a une claire [o] = « je le menaçais » (jeg truede ham) ou « je le croyais » (jeg troede på ham)).
- 6) On voit une tendance naissante vers une confusion de [ɛ], [ɛː] et [e], [eː]. La plupart des locuteurs ne distinguent pas les verbes ligge avec  [e], [eː] « être couché » et lægge avec [ɛ], [ɛː]  « poser » dans l'infinitif et le présent (Quelques dialectes Jutlandais confondent ces deux mots dans l'imparfait et le participe aussi, mais la confusion n'est pas due à une cause phonétique ici).